# Slap Bet
"Slap Bet" (o traducido como "Apuesta de Bofetadas") es el noveno episodio de la segunda temporada de la serie de televisión How I Met Your Mother. El episodio, originalmente titulado "Robin Sparkles", se emitió por primera vez el 20 de noviembre de 2006 en CBS; El título se cambió para mantener en secreto el final del episodio. El episodio recibió críticas muy positivas y aparece en varias listas de los mejores episodios de la serie. El episodio dio lugar a dos chistes e historias recurrentes en el programa: "Robin Sparkles", la carrera de estrella del pop adolescente de Robin, y Slap Bet, en el que Marshall abofetea a Barney en varios puntos a lo largo de la serie.

## Reparto
| - Josh Radnor como Ted Mosby. - Jason Segel como Marshall Eriksen. - Cobie Smulders como Robin Scherbatsky. - Neil Patrick Harris como Barney Stinson. - Alyson Hannigan como Lily Aldrin. - Bob Saget como Futuro Ted Mosby. (Voz, No acreditado) - Lyndsy Fonseca como Penny Mosby. (la futura hija de Ted) - David Henrie como Luke Mosby. (el futuro hijo de Ted) | - Courtney Abbiati como Chica #3 ("Acabo de cumplir 30") - Candace Kroslak como Chica #1 ("Es un anillo de promesa...") - Wayne Nickel como Reverendo Rob - Rachel Specter como Sara ("No tengo un desorden alimenticio...") - Timothy Prindle como Sr. Johnson (No acreditado) |

## Trama
Ted, Marshall, Lily y Barney descubren que Robin no quiere ir al centro comercial, y no quiere que nadie sepa por qué ella es odia los centros comerciales. Ted trata de adivinar y, al hacerlo, revela que él quedó atrapado bajo una roca falsa en un centro comercial en Ohio cuando tenía nueve años. Cuando la pandilla van a discutirlo más tarde, Marshall sugiere que Robin se casó en un centro comercial en Canadá, mientras que Barney cree que Robin hizo porno. Entonces hacen una apuesta de bofetadas (donde el ganador de la apuesta abofetea el perdedor tan duro como sea posible) y nombran a Lily como la Comisionada de la apuesta. Ted piensa que ambas ideas son ridículas , pero trata de averiguar si ella se había casado en un centro comercial. Robin le dice a Ted que ella se casó con un hombre en un centro comercial. Ted se compromete a mantener en secreto, pero le dice a Marshall y Lily. En vista de que ha ganado, Marshall abofetea a Barney, pero Barney investiga aún más el tema. Poco después de eso, Marshall le dice a Ted que Robin nunca se casó. Ted, después de preguntar a Robin un montón de preguntas, consigue que ella le diga que ella le mintió para hacer que deje de hablar de ello. Marshall también le dice a Lily de cómo Robin nunca se casó. Lily informa a Barney y le permite darle bofetadas a Marshall tres veces.
Entonces Barney revela que un hombre en Malasia ha encontrado un video con Robin en el mismo, y será publicado en breve en MySpace. Él se refiere a ella como "Robin Sparkles", a lo que ella se sorprende y le pregunta en cuanto a dónde escuchó ese nombre. Ted ya no está interesado en descubrir el secreto de Robin, pero Robin insiste en que es hora de que el secreto sea revelado. Barney pone el video, en el que Robin (vestida como una colegiala) seductoramente se le declara un profesor para no quedarse en detención. Barney, por la dignidad de Robin, hace una pausa el vídeo y dice que ha demostrado su punto, y luego golpea a Marshall. Robin le pregunta que por qué golpeó Marshall y Barney le dice acerca de la apuesta y que pensaba que Robin había hecho porno antes en Canadá. Robin reproduce el video, diciendo que no era porno. Resulta ser un estereotípico vídeo musical de los años 80 donde una joven Robin (conocida como Robin Sparkles ) canta una canción llamada "Let's go to the mall". Resulta que Robin era un éxito en Canadá como una estrella del pop adolescente.
Marshall señala a Barney que él no ganó la apuesta bofetada. Lily luego da Marshall el derecho a abofetear a Barney ya sea quince veces inmediatamente seguidas o cinco veces a disposición de Marshall para toda la eternidad, en espera de la preferencia de Barney. Barney elige las cinco bofetadas, que Ted se refiere como un "horrible decisión", porque Barney ahora tiene que vivir con el temor constante de ser abofeteado. Robin le dice a Ted que ella está realmente contento de que Ted conoce su secreto. Se besan y Marshall abofetea Barney, proclamando: "Esa es una." Todos ellos siguen disfrutando el video, y Marshall amenaza continuamente a Barney.

## Producción
El episodio se tituló originalmente "Robin Sparkles", pero el título se cambió a "Slap Bet" para evitar revelar el final. En las reposiciones, CBS utilizó el título originalmente previsto "Robin Sparkles".  En distribución, este episodio se titula "Slap Bet".
El menú que Robin inventa cuando Ted le pregunta sobre su boda fue el menú real de la boda de la escritora Kourtney Kang, que tuvo lugar dos semanas antes de escribir este episodio. 
Esta es la primera aparición del joven personaje pop chicle de Robin, Robin Sparkles. Sparkles aparece nuevamente en pantalla en el episodio de la temporada 3 "Sandcastles in the Sand" (también el nombre del video musical de Sparkles) y en el episodio de la temporada 6 "Glitter". El personaje grunge posterior de Robin, Robin Daggers, aparece en el episodio de la temporada 8 "PD I Love You".

## Audiencias y Críticas
"Slap Bet" suele incluirse en las listas de los mejores episodios de la serie.
Staci Krause de IGN le dio al episodio un 8,9 sobre 10, describiéndolo como "divertidísimo" y "un buen descanso de la trama progresiva que suele presumir del programa". Krause dijo que el "momento que roba la escena" fue cuando los personajes se dieron cuenta de que el video de Robin era un video musical y lo describieron como "un homenaje muy irónico al pop de los 80 en Estados Unidos".Más tarde, en la lista de IGN de los 10 mejores episodios de la serie, "Slap Bet" fue seleccionado como el mejor episodio, citando la introducción del episodio de "una de las partes recurrentes más notables e icónicas del programa: el título Slap". Bet" y señalando que "dio origen al alter ego de estrella del pop adolescente de Robin". El vídeo musical fue descrito como el "mejor regalo" para la televisión.
En 2010, Joyce Eng de TV Guide calificó el episodio como "posiblemente la mejor media hora del programa" y dijo: "nada será ni superará a 'Slap Bet'".
Miss Alli de Television Without Pity le dio al episodio una A+.En 2009, TV Guide clasificó a "Slap Bet" en el puesto 62 de su lista de los 100 mejores episodios. 
En 2012, Eric Eisenberg de Cinema Blend eligió "Slap Bet" como el mejor episodio de la serie. Eisenberg comentó que "lo más destacado de" Slap Bet "es el uso de malas direcciones", y describió el canto de Robin como "enloquecedor e hilarante". Dijo que la canción era "una de las mejores canciones pop creadas por televisión de todos los tiempos" y afirmó que el episodio tuvo "un impacto maravilloso en el programa en general", explicando que "los dos elementos principales en juego en" Slap Bet "han desaparecido". "Los efectos se verán en múltiples episodios a lo largo del programa".Business Insider señaló que el episodio recibió la segunda mejor calificación de todos los episodios de la serie en IMDb, superado sólo por el episodio de la novena temporada "How Your Mother Met Me".En 2018, TheRinger.com incluyó este episodio en el puesto 52 de su lista de los 100 mejores episodios de televisión emitidos desde 2000, y fue el único episodio de la serie que figura en la lista.
- En su estreno original estadounidense, "Slap Bet" fue visto por 8.850.000 espectadores.[11]